# Designkommunikáció

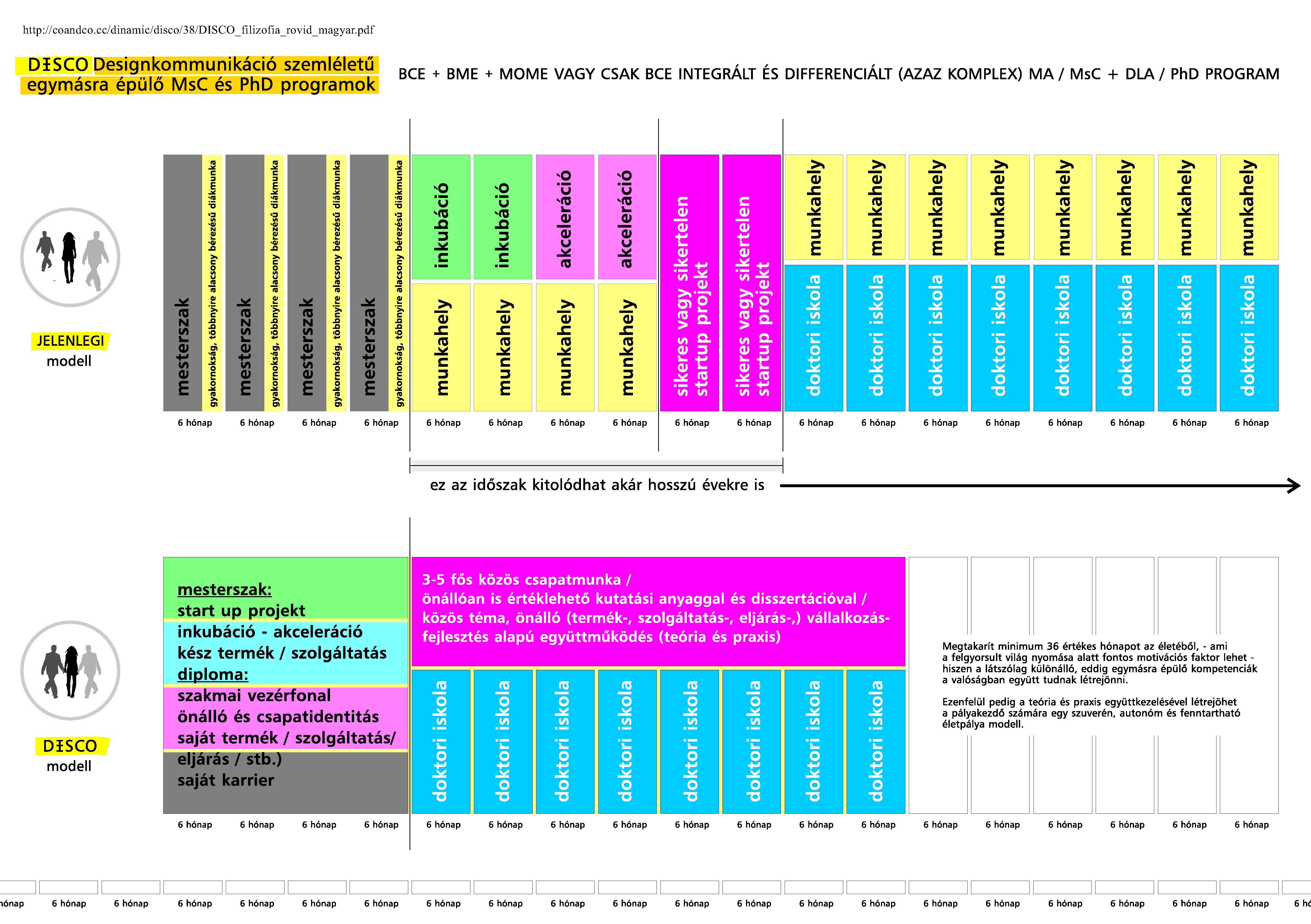
Designkommunikációs termék- és vállalkozásfejlesztési szak

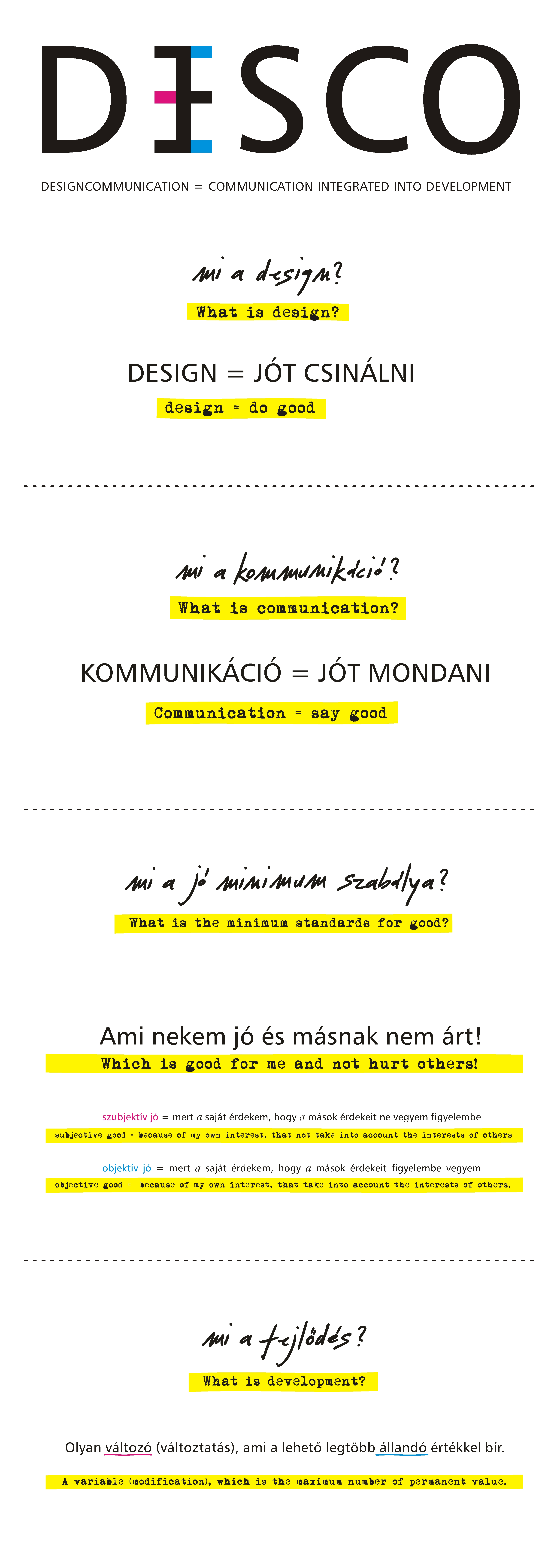
Designkommunikáció alapvetései

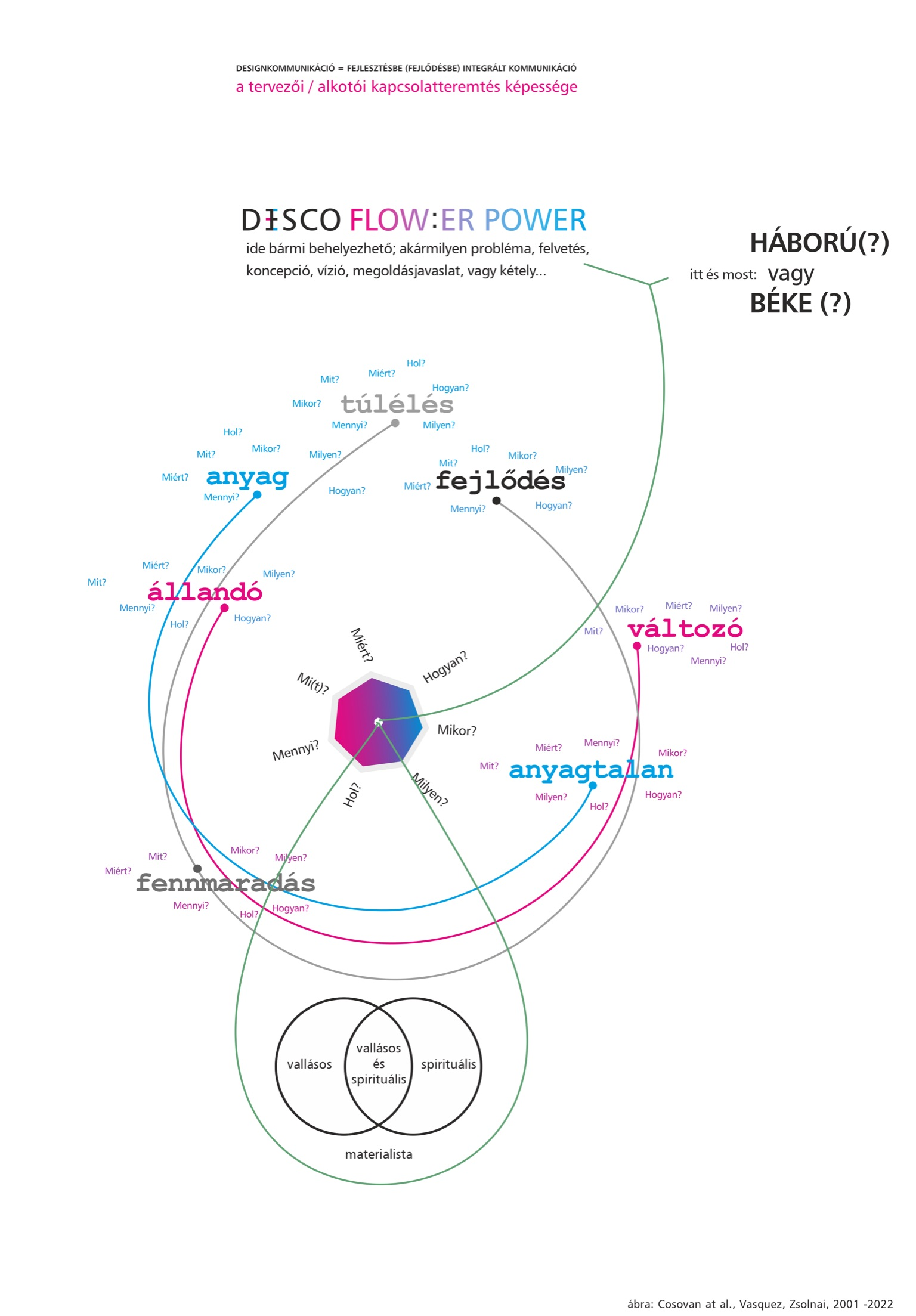
DIS:CO FLOW:ER POWER

## A designkommunikáció fogalma[1]
DESIGNKOMMUNIKÁCIÓ = FEJLESZTÉSBE INTEGRÁLT KOMMUNIKÁCIÓ kifejezés védjegyoltalom alatt áll.
A designkommunikáció tervezői/alkotói szemlélet, filozófia és módszer (teória és praxis), amely a következőképpen értendő: Designkommunikáció = fejlesztésbe (fejlődésbe) integrált kommunikáció.
A design; tervezőművészet, kreatív tervezés, alkotói magatartás. Ehhez társul a kommunikáció; a tervezői, alkotói, kreatív kapcsolatteremtés, úgy az önreflexió (belső párbeszéd), mint az interhumánus fenomén szintjén. Így tehát a designkommunikáció egy olyan kapcsolatteremtési szemléletet képvisel, amely HÍD- ként jelenik meg a különböző diszciplínák és diskurzusok, a társadalom és a gazdaság jelenségei között. Interdiszciplináris és interprofesszionális módszerével valós idejű kapcsolatot lehet teremteni oktatás, kutatás és vállalkozás között.

## A designkommunikáció története
A fogalom értelmezése, a design és a kommunikáció módszertani párosítása egy doktori munkához köthető amely a Moholy- Nagy Művészeti Egyetem égisze alatt született Cosovan Attila tervezőművész és egyetemi oktató kutatási eredményeként. A doktori disszertáció 2009-ben könyv formájában is megjelent DIS.CO címmel A designkommunikáció módszer oktatása 2015-től a Budapesti Corvinus Egyetemen folytatódik. Az elnevezés a Marketing-, Média és Designkommunikáció tanszék  nevébe is bekerült. Emellett a Corvinus Egyetem szakirányú továbbképzésként is akkreditálva lett; Designkommunikációs termék- és vállalkozásfejlesztés névvel, melynek programtervezete dr. Cosovan Attila és dr. Horváth Dóra írásaként a nemzetközi sajtóban is megjelent.

## A designkommunikáció alapvetései
A kreatív üzenet vagy kapcsolatteremtés nem egy utólagos sallang, hanem a problémakereséssel, - feltárással, - megoldással együtt születik és kódolódik a termék, szolgáltatás vagy éppen eljárás fejlődésébe. A tervezés, az alkotás és az ebből fakadó kapcsolatteremtési szándék az emberi faj egyik legfontosabb adottsága, lehetősége, kötelessége és egyben felelőssége – figyelembe véve a társadalmi állandó(k) és változó(k) kölcsönhatását.
Az alkotói, tervezői kapcsolatteremtési képességünk fajunk létezése óta determinálja integrált és differenciált, azaz komplex emberi gondolkodásunkat, amely a minimum és maximum szabályokat figyelembe véve – a megismerés fenomenológiájában – egy holisztikus viszonyrendszerben fogalmazódik meg; ezzel segítve a tervezői, alkotói optimum megtalálását.
anyag–anyagtalan viszonya
túlélés–fennmaradás - fejlődés viszonya
állandó–változó(k) viszonya
A designgondolkodás (design thinking) jellegű társadalmi manifesztációhoz képest a designkommunikáció kilép a tervezői gondolkodás kereteiből, melynek proaktív módszertana és szemlélete a Csíkszentmihályi-féle áramlat (flow-élmény) a Viktor E. Frankl-féle értelemközpontú egzisztenciaanalízis és a szókratészi párbeszéd bölcseletére épít.
Konklúzió: Az állandó és változók együtthatója az alkotás; a kreativitás pedig a túlélési ösztön emberi és emocionális manifesztációja.